# شین آ-لام
شین آ-لام (کره‌ای: 신아람؛ زادهٔ ۲۳ سپتامبر ۱۹۸۶) ورزشکار شمشیربازی اهل کره جنوبی است.
وی در مسابقات کشوری و بین‌المللی در مجموع برندهٔ ۴ مدال طلا، ۱۰ مدال نقره، ۵ مدال برنز شده‌است.